# Adapisoriculidae
Adapisoriculidae é uma família de mamíferos fósseis de posição taxonômica incerta. Ocorreu no Cretáceo Superior na Índia, e do Paleoceno ao Eoceno Inferior na África (Argélia e Marrocos) e Europa (Espanha, França, Bélgica e Alemanha).

## Nomenclatura e taxonomia
O táxon foi criado por Leigh Van Valen em 1967 como uma subfamília, Adapisoriculinae, da família Tupaiidae, contendo somente gênero Adapisoriculus. Em 1989, Emmanuel Gheerbrant e Donald E. Russell elevaram-na a categoria de família distinta e incluíram os gêneros Afrodon, Bustylus, Garatherium e Remiculus. Gheerbrant e Russell classificaram a família na ordem Lipotyphla. Em 2008, Gherard Storch com base na análise do esqueleto pós-craniano relacionou Adapisoriculidae com os primatas Plesiadapiformes. Em 2010, dois estudos independentes classificaram o gênero Deccanolestes como pertencente a Adapisoriculidae, com base no estudo morfométrico. E no mesmo ano, a família Adapisoriculidade foi reclassificada com base em similaridades do esqueleto pós-craniano como pertencente ao clado Euarchonta, confirmando a hipótese sugerida por Storch, em 2008. Em 2011, uma análise filogenética confirmou a relação entre Deccanolestes e o restante dos adapisoriculídeos, entretanto, não demonstrou qualquer relação entre a família e o clado Euarchonta, excluindo Adapisoriculidae do grupo Placentalia e reposicionando-a como um membro basal do Eutheria. Em 2015, uma análise cladística revisada confirmou a exclusão de Adapisoriculidade do clado Placentalia, e manteve sua posição basal entre o grupo Eutheria. O estudo sugere que as semelhanças na morfologia pós-craniana entre os adapisoriculídeos e os euarcontes representa uma convergência evolutiva ou ainda a retenção primitiva de capacidades arborícolas.
Gêneros reconhecidos:
- Adapisoriculus Lemoine, 1885 - Paleoceno da Europa
- Afrodon Gheerbrant, 1988 - Paleoceno e Eoceno da Europa e Norte da África
- Bustylus Gheerbrant & Russell, 1991 - Paleoceno da Europa
- Garatherium Crochet, 1984 - Paleoceno do Norte da África
- Remiculus Russell, 1964 - Paleoceno da Europa
- Deccanolestes Prasad & Sahni, 1988 - Cretáceo Superior da Índia
- Proremiclus De Bast, Sigé & Smith, 2012 - Paleoceno da Europa